# Menahem Stern
Menahem Stern (en hébreu : מנחם שטרן) est un historien israélien spécialiste de la période du Second Temple de Jérusalem né le 5 mars 1925 à Białystok et mort (assassiné par des terroristes arabes) le 22 juin 1989 à Jérusalem.

## Biographie
Menahem Stern est né en 1925 à Białystok en Pologne. Son père était un mitnaged lituanien et sa mère était issue d'une famille hassidique. Il étudie, dans son enfance, l'hébreu et des textes religieux, mais reçoit par la suite une éducation généraliste incluant l'apprentissage du latin. En 1938, il émigre en Palestine mandataire avec ses parents, en passant par Vienne. Ils s'établissent à Haïfa, où il étudie à l'école hébraïque Reali. Lorsque sa famille déménage à Tel-Aviv, il intègre le collège Geulah d'où il est diplômé en 1942.
En 1943, après avoir travaillé dans un kibboutz pendant un an, il entre au département d'histoire du peuple juif, d'histoire générale et d'études classiques de l'Université hébraïque de Jérusalem. En 1950, il reçoit son diplôme de master.
En 1952, après son mariage avec Hava Brenner, nièce de l'auteur de langue hébraïque Yossef Haïm Brenner, il passe deux ans et demi à Oxford. À son retour à Jérusalem en 1954, il reçoit la plus haute distinction en études juives de la Fondation Warburg. Après un an, il commence à enseigner à l'université. En 1960, il reçoit son doctorat et est engagé comme lecteur sur l'histoire du peuple juif durant la période du Second Temple. En 1964, il est nommé lecteur senior, en 1966 professeur associé et en 1971 professeur.
Le 22 juin 1989, il est assassiné par des terroristes arabes alors qu'il se rendait à la Bibliothèque nationale d'Israël à Givat Ram par la vallée de la Croix à Jérusalem, comme il le faisait chaque jour,. Il laisse une femme, un fils et trois filles. Ses trois assassins, Mouammar Ata Mahmoud, Mahmoud Khalil Salah et Ahmad Ibrahim ont été libérés en 2013  en marge de pourparlers de paix. Mouammar Ata Mahmoud tenta d'assassiner un policier israélien en 2015.

## Distinctions et récompenses
En 1977, Menahem Stern remporte le prix Israël pour son travail sur l'histoire du peuple juif.
En 1979, il est admis à l'Académie israélienne des sciences et lettres et devient un de ses membres les plus actifs.
Il est président de la Compagnie historique israélienne, l'un des fondateurs du centre Zalman Shazar et rédacteur de Zion. Il est l'un des membres du comité exécutif de l'Union mondiale des sciences juives et membre actif du Yad Yitzhak Ben Zvi.

## Œuvres publiées
- (en) The Great Families of the Period of the Second Temple (1959)
- (en) The Documentation of the Maccabee Rebellion (1965)
- (en) Greek and Latin authors on Jews and Judaism, publié avec introductions, traductions et commentaire de Menahem Stern. Jerusalem: Israel Academy of Sciences and Humanities, (c1974-c1984)
- (en) Studies in the History of the People of Israel in the Period of the Second Temple (1991, publication posthume)
- (en) The Reign of Herod (1992, publication posthume)
- (en) Hasmonean Judea in the Hellenistic World: Chapters in Political History (1995, publication posthume)